# Mail & Guardian
Il Mail & Guardian è un settimanale sudafricano di inchieste, pubblicato dalla M&G Media a Johannesburg. Si concentra soprattutto su politica, ambiente, società civile ed economia.